# Farsta aikidoklubb
"Lennart Larsson (aikidoutövare)" omdirigeras hit.
Farsta aikidoklubb är en tidigare aikidoklubb, intimt sammanknippad med sin huvudfigur Lennart Larsson (1920 - 21 maj 2003, 6 dan år 2000).
Larsson var en av landets aikidopionjärer. Han började träna i 45-årsåldern, år 1966 hos Gerhard Gosen som dragit igång aikidoträning i Sverige bara fem år tidigare. 1970 startade han aikidoträning i Södra Budoklubben, vars aikidoutövare bröt sig ut och bildade Farsta aikidoklubb 1985.
Farsta aikidoklubb höll till på några olika ställen söder om Stockholm och då främst, men inte enbart, i Farsta.  I klubben instruerade framför allt Lennart Larsson men även Jan Hermansson, sedan denne kommit hem från Japan, samt många fler. 
Larsson fortsatte träna och instruera aikido nästan livet ut; i tre årtionden undervisade han två vuxenpass och två barnpass i veckan, och sitt sista träningspass höll han ett knappt år innan han gick bort. Larssons betydelse för klubben är tydlig inte minst genom att den lades ner cirka ett år efter hans frånfälle.
Bland de svenska aikidoinstruktörer som börjat sin aikidobana i Farsta aikidoklubb finns Jan Nevelius.